# Jordnötsolja

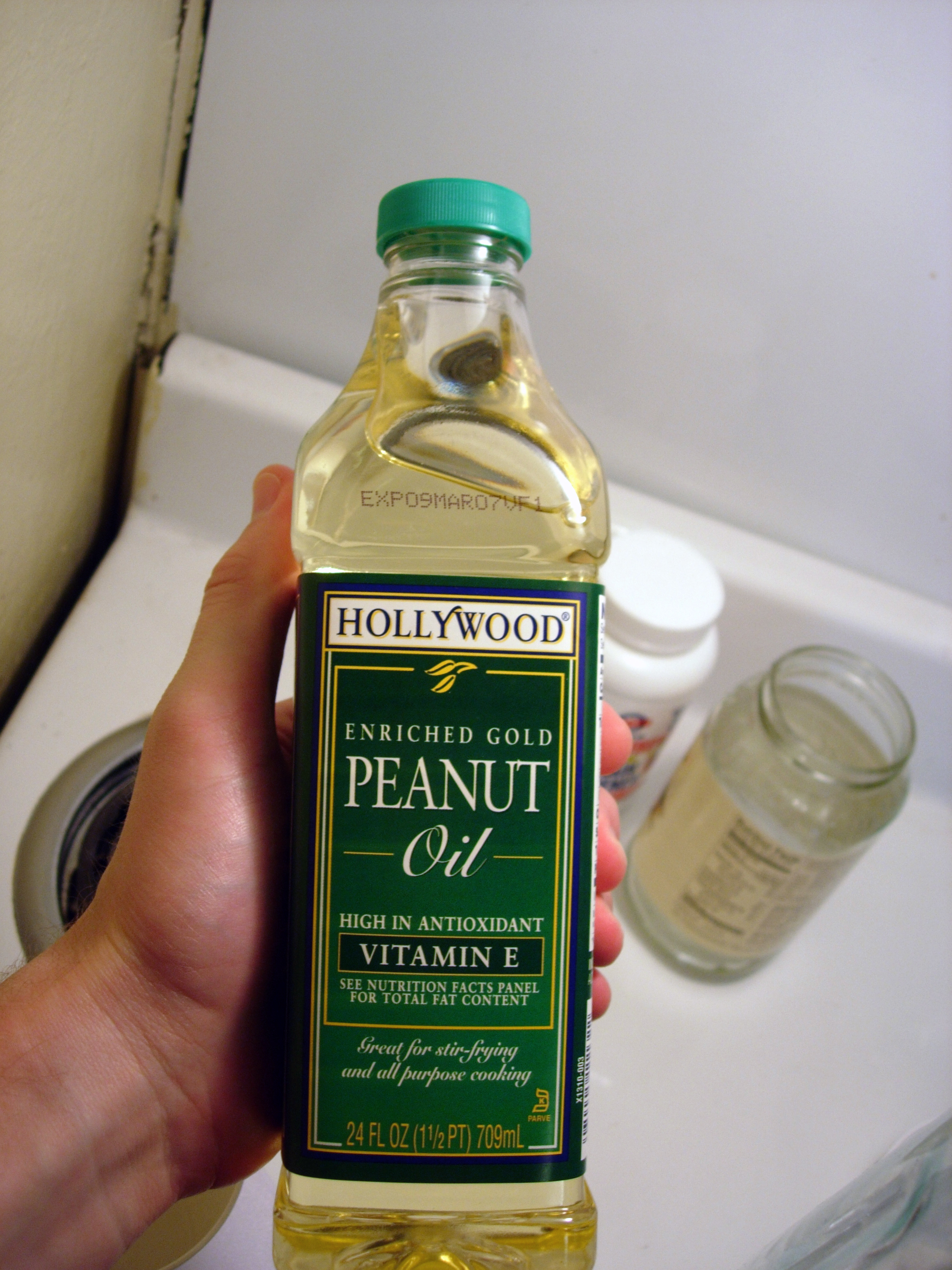
En flaska jordnötsolja

Jordnötsolja är en vegetabilisk olja som framställs ur jordnötter. Den används bland annat i mat och i hygienprodukter.

## Framställning
Det finns kall- och varmpressad jordnötsolja. Vid kallpressning pressas de nermalda nötterna två gånger utan värme (under 30 grader). Vid andra pressningen tillsätts lite vatten. Vid varmpressning kan man varmpressa nötpulvret direkt eller utföra samma process som med kallpressningen plus att pressresterna pressas en tredje gång med värme (80-120 grader).

### Fettsyrasammansättning
Palmitinsyra 10 %, Oljesyra 55 %, Linolsyra 25 %, övriga fettsyror 10 %.

## Användningsområden

### Matlagning
Det är speciellt i Frankrike oljan är populär. Även om det bara är olja från den första kallpressningen som anses vara förstklassig kan man även använda raffinerad olja från den andra pressningen i andra livsmedel. Jordnötsoljan används exempelvis i majonnäs, margarin, godis och som stek- och frityrolja.

### Hudvård
Jordnötsoljan är precis som alla andra oljor mjukgörande och skyddande, men har inga direkta speciella egenskaper. Den är billig och hållbar och används i många krämer, cerater och salvor. Det brukar ta ungefär 20-50 minuter för oljan att sjunka in i huden.

### Hårvård
Förut var det ganska vanligt att använda jordnötsolja i hårolja och var en väldigt vanlig apoteksolja och hade många användningsområden.

### Tvål
Tillsammans med annat fett och olja används jordnötsolja från andra kallpressningen och varmpressad mycket i tvål.

### Massage
Det går väldigt bra att använda jordnötsolja som massageolja då det tar ganska lång tid för den att gå in i huden. Den har dock, som nämndes under hudvård, inga speciella egenskaper.

### Medicin
Jordnötsoljan används främst i lavemang, men även som medium för andra läkemedel. På grund av den innehåller ett östrogenliknande ämne kan det minska PMS-besvär.